# McDonnell F-101 Voodoo
McDonnell F-101 Voodoo je dvomotorno nadzvočno lovsko letalo ameriškega proizvajalca McDonnell Aircraft. Uporabljale so ga Ameriške (USAF) in Kanadske letalske sile (RCAF). Sprva je bil zasnovan kot spremljevalec bombnikov, pozneje se je uporabljal kot jedrsko oboroženi lovec-bombnik in tudi kot prestreznik. Je en izmed lovcev serije Century.
Izvidniška verzija RF-101 je igrala zelo pomembno vlogo v Kubanski krizi, veliko se je uporabljala tudi med Vietnamsko vojno.Prestrezniško verzijo je Air National Guard uporabljala do leta 1982. Kanadčani pa do 1980ih, ko ga je nasledil CF-18 Hornet
Voodoo je bi lahko označili kot deloma uspešno letalo, je bil pa pomemben "evolucijski" korak, ki je vodil do razvoja F-4 Phantom II. 

## Tehnične specifikacije (F-101B)
Podatki iz The Great Book of Fighters
Splošne karakteristike
- Posadka: 2
- Dolžina: 67 ft 5 in (20,55 m)
- Razpon kril: 39 ft 8 in (12,09 m)
- Višina: 18 ft 0 in (5,49 m)
- Površina kril: 368 ft² (34,20 m²)
- Aeroprofil: NACA 65A007 mod koren, 65A006 mod konec krila
- Teža praznega letala: 28495 lb (12925 kg)
- Naložena teža: 45665 lb (20715 kg)
- Maks. vzletna teža: 52400 lb (23770 kg)
- Pogon letala: 2 × Pratt & Whitney J57-P-55 turboreaktivni motor z dodatnim zgorevanjem
  - Potisk motorjev (suh): 11990 lbf (53,3 kN)  vsak
  - Potisk motorjev z dodatnim zgorevanjem: 16900 lbf (75,2 kN) vsak
- Notranje gorivo: 2053 galon (7771 l), z zunanjimi rezervoarji 2953 galon (11178 l)

 Zmogljivost 
- Maks. hitrost: Mach 1,72 (1134 mph, 1825 km/h) at 35000 ft (10500 m)
- Doseg: 1520 mi (1320 nm, 2450 km)
- Višina leta: 58400 ft (17800 m)
- Hitrost vzpenjanja: 49200 ft/min (250 m/s)
- Obremenitev kril: 124 lb/ft² (607 kg/m²)
- Razmerje potisk/teža: 0,74

Oborožitev

- Izstrelki:

- - 4 (sprva 6)× AIM-4 Falcon, ali
  - 2× AIR-2 Genie z jedrsko konico, + 2× AIM-4 Falcon

Letalska elektronika

- Hughes MG-13 fire control system